# استان سانکتی اسپیریتوس
استان سانکتی اسپیریتوس (به اسپانیایی: Provincia de Sancti Spíritus) یکی از استان‌های کوبا است. پایتخت آن شهر سانکتی اسپیریتوس است و از دیگر شهرهای مهم آن می‌توان به ترینیداد اشاره کرد.

## خصوصیات
استان سانکتی اسپیریتوس یکی از استان‌های کوبا است که مساحت آن ۶٬۷۴۴ کیلومتر مربع و جمعیت آن ۴۵۳٬۳۰۰ نفر است.
گردشگری یکی از منابع اصلی درآمد در این استان است و شهر ترینیداد که یکی از شهرهای ثبت‌شده در میراث جهانی یونسکو است، با ساختمان‌های به‌جامانده از دوران استعمارش یکی از جاذبه‌های گردگشگری عمدهٔ این استان به شمار می‌رود.